# Vòng loại Giải bóng đá Vô địch U-19 Quốc gia 2022
Vòng loại Giải bóng đá Vô địch U-19 Quốc gia 2022 là quá trình vòng loại của Giải bóng đá Vô địch U-19 Quốc gia 2022, mùa giải thứ 17 của Giải bóng đá Vô địch U-19 Quốc gia do Liên đoàn bóng đá Việt Nam (VFF) tổ chức.
Tổng cộng có 12 đội sẽ đủ điều kiện để tham dự vòng chung kết, bao gồm cả những đội được đặc cách tham dự giải đấu với tư cách chủ nhà.

## Các đội bóng
31 đội bóng đã đăng ký tham dự giải đấu lần này. Các đội bóng được chia sẵn thành hai nhóm dựa theo khu vực địa lý. Những đội bóng đóng vai trò là chủ nhà của bảng đấu vòng loại được đánh dấu bởi ký hiệu (H).
Lễ bốc thăm vòng loại Giải bóng đá Vô địch U-19 Quốc gia 2022 đã diễn ra vào lúc 09:30 ngày 18 tháng 1 năm 2022 tại trụ sở VFF, Hà Nội.

### Phân nhóm
| Nhóm 1 (20 đội khu vực miền Bắc và miền Trung - Tây Nguyên) | Nhóm 2 (11 đội khu vực miền Nam) |
| --- | --- |
| - Hà Nội - Viettel - Nam Định - Công an Nhân dân - Đông Á Thanh Hóa - Hải Nam Vĩnh Yên Vĩnh Phúc - Phú Thọ - PVF - Phố Hiến - Sông Lam Nghệ An - SHB Đà Nẵng - Quảng Nam - Thừa Thiên Huế - Bình Định - Đắk Lắk - Phú Yên - Lâm Đồng - Khánh Hòa - Hoàng Anh Gia Lai - Học viện Nutifood | - Bình Phước - Becamex Bình Dương - Đồng Nai - Tây Ninh - Sài Gòn - Thành phố Hồ Chí Minh - Long An - Cần Thơ - Tiền Giang - Đồng Tháp - An Giang |

### Nguyên tắc bốc thăm
Các đội thuộc cùng nhóm sẽ được phân đều vào các bảng, trong đó 20 đội nhóm 1 được chia thành 4 bảng 5 đội (các bảng A–D) và 11 đội nhóm 2 được chia thành bảng 5 đội (bảng E) và bảng 6 đội (bảng F). Các đội ở cùng hạng đấu (V.League, hạng Nhất, hạng Nhì, hạng Ba, trung tâm đào tạo...) cũng sẽ được chia đều vào các bảng, nhưng các đội ở cùng địa phương sẽ không được nằm chung bảng đấu.

### Kết quả bốc thăm
| VT | Đội                        |
| -- | -------------------------- |
| A1 | Viettel (H)                |
| A2 | PVF                        |
| A3 | Bình Định                  |
| A4 | Đắk Lắk                    |
| A5 | Hải Nam Vĩnh Yên Vĩnh Phúc |

| VT | Đội               |
| -- | ----------------- |
| B1 | Sông Lam Nghệ An  |
| B2 | Nam Định          |
| B3 | Thừa Thiên Huế    |
| B4 | Học viện Nutifood |
| B5 | Phú Thọ (W)       |

| VT | Đội               |
| -- | ----------------- |
| C1 | Khánh Hòa         |
| C2 | Hoàng Anh Gia Lai |
| C3 | Hà Nội            |
| C4 | Công an Nhân dân  |
| C5 | Lâm Đồng          |

| VT | Đội              |
| -- | ---------------- |
| D1 | Phố Hiến (H)     |
| D2 | SHB Đà Nẵng      |
| D3 | Phú Yên (W)      |
| D4 | Quảng Nam        |
| D5 | Đông Á Thanh Hóa |

| VT | Đội                       |
| -- | ------------------------- |
| E1 | Thành phố Hồ Chí Minh (H) |
| E2 | Tiền Giang                |
| E3 | Long An                   |
| E4 | Tây Ninh                  |
| E5 | Becamex Bình Dương        |

| VT | Đội            |
| -- | -------------- |
| F1 | Bình Phước (H) |
| F2 | Sài Gòn        |
| F3 | Đồng Nai       |
| F4 | Cần Thơ        |
| F5 | Đồng Tháp      |
| F6 | An Giang       |

- Chú thích: (H): Chủ nhà của bảng đấu vòng loại, (W): Rút lui.

## Thể thức
Các đội thi đấu vòng tròn hai lượt tại địa điểm tập trung, tính điểm xếp hạng ở mỗi bảng. 6 đội xếp thứ nhất, 5 đội xếp thứ nhì có thành tích tốt nhất ở 6 bảng đấu sẽ lọt vào vòng chung kết. Trường hợp đội chủ nhà vòng chung kết kết thúc vòng loại với vị trí trong nhóm 11 đội nêu trên, đội nhì bảng thứ sáu cũng sẽ giành quyền tham dự vòng chung kết.

### Các tiêu chí
Các đội được xếp hạng theo điểm (3 điểm cho 1 trận thắng, 1 điểm cho 1 trận hòa, 0 điểm cho 1 trận thua), và nếu bằng điểm, các tiêu chí sau đây được áp dụng theo thứ tự, để xác định thứ hạng:
1. Điểm trong các trận đối đầu trực tiếp giữa các đội bằng điểm;
2. Hiệu số bàn thắng thua trong các trận đối đầu trực tiếp giữa các đội bằng điểm;
3. Số bàn thắng ghi được trong các trận đối đầu trực tiếp giữa các đội bằng điểm;
4. Nếu có nhiều hơn hai đội bằng điểm, và sau khi áp dụng tất cả các tiêu chí đối đầu ở trên, một nhóm nhỏ các đội vẫn còn bằng điểm nhau, tất cả các tiêu chí đối đầu ở trên được áp dụng lại cho riêng nhóm này;
5. Hiệu số bàn thắng thua trong tất cả các trận đấu bảng;
6. Số bàn thắng ghi được trong tất cả các trận đấu bảng;
7. Sút luân lưu nếu chỉ có hai đội bằng điểm và họ gặp nhau trong trận cuối cùng của bảng;
8. Điểm kỷ luật (thẻ vàng = –1 điểm, thẻ đỏ gián tiếp (2 thẻ vàng) = –3 điểm, thẻ đỏ trực tiếp = –3 điểm, thẻ vàng và thẻ đỏ trực tiếp = –4 điểm);
9. Bốc thăm.

## Lịch thi đấu
Lịch thi đấu vòng loại ở các bảng đấu như sau.
Theo lịch được công bố ban đầu, các trận đấu thuộc lượt thứ nhất của bảng C diễn ra vào ngày 15 tháng 2 và lượt đấu thứ hai vào ngày 17 tháng 2. Tuy nhiên, vào ngày 14 tháng 2 năm 2022, VFF đã sắp xếp lại lịch thi đấu để chuyển các trận đấu của lượt 2 sang ngày 15 tháng 2 và lượt 1 vào ngày 17 tháng 2. Việc hoán đổi tương tự cũng được thực hiện đối với các lượt trận 4 và 5 của bảng A và bảng C, diễn ra trong các ngày 23 và 25 tháng 2.
Vào ngày 17 tháng 2 năm 2022, trận đấu ở bảng C giữa Khánh Hòa và Hà Nội được ban tổ chức thông báo là tạm hoãn do ảnh hưởng của dịch COVID-19. Cũng trong thông báo vào ngày 17 tháng 2, VFF đã quy định thời gian chậm nhất để tổ chức các trận đấu vòng loại trong trường hợp quá trình vòng loại bị kéo dài do ảnh hưởng của dịch bệnh là ngày 17 tháng 3 năm 2022; sau thời gian này, những trận đấu chưa thể diễn ra (do tạm hoãn) sẽ được coi là đã huỷ bỏ, đội bóng chưa thi đấu đủ số trận tại vòng loại tính đến lúc đó sẽ buộc phải rời khỏi giải và bị hủy toàn bộ kết quả thi đấu.
Vào ngày 20 tháng 2 năm 2022, các trận đấu Hải Nam Vĩnh Yên Vĩnh Phúc gặp Đắk Lắk ở bảng A và Lâm Đồng gặp Công an Nhân dân cũng được tạm hoãn vì lý do dịch bệnh. Các trận đấu còn lại ở hai bảng tương ứng (PVF gặp Bình Định và Hoàng Anh Gia Lai gặp Hà Nội) thuộc cùng lượt trận được chuyển sang ngày 21 tháng 2 vì lý do thời tiết.
Do Phú Thọ ở bảng B và Phú Yên ở bảng D rút lui sau khi bốc thăm, hai bảng đấu này chỉ còn lại bốn đội. Vì vậy, VFF đã sửa đổi lịch thi đấu để các bảng này được khởi tranh muộn hơn và tổ chức bốc thăm để xác định lại lịch thi đấu, với bảng B vào ngày 1 tháng 3 năm 2022 và bảng D vào ngày 5 tháng 3 năm 2022. Vào ngày 28 tháng 2 năm 2022, hai trận đấu thuộc lượt thứ sáu gồm Hải Nam Vĩnh Yên Vĩnh Phúc gặp PVF ở bảng A và Hoàng Anh Gia Lai gặp Lâm Đồng ở bảng C đã bị hoãn lại, thay vào đó là trận đấu bù lượt 3 bảng A giữa Hải Nam Vĩnh Yên Vĩnh Phúc và Đắk Lắk.
Vào ngày 1 tháng 3 năm 2022, VFF đã thông báo chuyển các trận đấu của lượt trận 9 bảng A sang ngày 2 tháng 3, thay cho lượt 7 được diễn ra sau đó vào ngày 8 và 14 tháng 3. Các trận đấu của lượt thứ tám của hai bảng A và C được chuyển sang ngày 6 tháng 3 thay vì 5 tháng 3, cùng hai trận đấu bù Khánh Hòa gặp Hà Nội và Lâm Đồng gặp Công an Nhân dân vào ngày 4 tháng 3. Trận đấu vào ngày 4 tháng 3 giữa Bình Định và Hải Nam Vĩnh Yên Vĩnh Phúc, là trận đấu bù của ngày 25 tháng 2 ở bảng A, tiếp tục bị dời lại đến ngày 8 tháng 3.
Vào ngày 6 tháng 3 năm 2022, thêm một trận đấu tại bảng C giữa Hà Nội và Hoàng Anh Gia Lai bị hoãn, trong khi các trận đấu của lượt 8 bảng A được chuyển đến ngày 8 tháng 3 và lượt 10 vào ngày 10 tháng 3. Các trận đấu thuộc lượt 9 bảng E gồm Becamex Bình Dương gặp Long An và Thành phố Hồ Chí Minh gặp Tây Ninh vào ngày 8 tháng 3, và cả lượt đấu 10 vào ngày 10 tháng 3 cũng được thông báo hoãn, và được tổ chức lần lượt vào các ngày 14 và 16 tháng 3. Các trận đấu thuộc lượt 10 bảng C được diễn ra vào ngày 14 tháng 3.
| Lượt đấu    | Bảng B              | Bảng C              | Bảng D              | Bảng E              | Bảng F              |
| ----------- | ------------------- | ------------------- | ------------------- | ------------------- | ------------------- |
| Lượt đấu 1  | 2 tháng 3 năm 2022  | 17 tháng 2 năm 2022 | 6 tháng 3 năm 2022  | 15 tháng 2 năm 2022 | 15 tháng 2 năm 2022 |
| Lượt đấu 2  | 5 tháng 3 năm 2022  | 15 tháng 2 năm 2022 | 8 tháng 3 năm 2022  | 17 tháng 2 năm 2022 | 17 tháng 2 năm 2022 |
| Lượt đấu 3  | 7 tháng 3 năm 2022  | 21 tháng 2 năm 2022 | 10 tháng 3 năm 2022 | 20 tháng 2 năm 2022 | 20 tháng 2 năm 2022 |
| Lượt đấu 4  | 10 tháng 3 năm 2022 | 25 tháng 2 năm 2022 | 13 tháng 3 năm 2022 | 23 tháng 2 năm 2022 | 23 tháng 2 năm 2022 |
| Lượt đấu 5  | 13 tháng 3 năm 2022 | 23 tháng 2 năm 2022 | 15 tháng 3 năm 2022 | 25 tháng 2 năm 2022 | 25 tháng 2 năm 2022 |
| Lượt đấu 6  | 15 tháng 3 năm 2022 | 28 tháng 2 năm 2022 | 17 tháng 3 năm 2022 | 28 tháng 2 năm 2022 | 28 tháng 2 năm 2022 |
| Lượt đấu 7  |                     |                     |                     | 2 tháng 3 năm 2022  | 2 tháng 3 năm 2022  |
| Lượt đấu 8  |                     | 6 tháng 3 năm 2022  |                     | 5 tháng 3 năm 2022  | 5 tháng 3 năm 2022  |
| Lượt đấu 9  |                     | 8 tháng 3 năm 2022  |                     | 14 tháng 3 năm 2022 | 8 tháng 3 năm 2022  |
| Lượt đấu 10 |                     | 14 tháng 3 năm 2022 |                     | 16 tháng 3 năm 2022 | 10 tháng 3 năm 2022 |

## Đội hình
Các cầu thủ sinh từ ngày 1 tháng 1 năm 2003 đến ngày 31 tháng 12 năm 2007 có đủ điều kiện để tham dự giải đấu. Mỗi đội bóng phải đăng ký một đội hình tối thiểu 18 cầu thủ và tối đa 30 cầu thủ, trong đó phải có tối thiểu 2 thủ môn (Quy định mục 6.2).

## Các bảng đấu

### Bảng A
Các trận đấu diễn ra tại Trung tâm thể thao Viettel, Hà Nội.
| VT | Đội                        | ST | T | H | B | BT | BB | HS  | Đ  | Giành quyền tham dự    |     | VTL | BDH | ĐLK | HVP | PVF |
| -- | -------------------------- | -- | - | - | - | -- | -- | --- | -- | ---------------------- | --- | --- | --- | --- | --- | --- |
| 1  | Viettel (H)                | 8  | 8 | 0 | 0 | 30 | 5  | +25 | 24 | Lọt vào vòng chung kết |     | —   | 3–1 | 3–0 | 8–1 | 2–0 |
| 2  | Bình Định                  | 8  | 5 | 1 | 2 | 26 | 15 | +11 | 16 | Lọt vào vòng chung kết |     | 1–4 | —   | 3–0 | 6–2 | 2–1 |
| 3  | Đắk Lắk                    | 8  | 4 | 1 | 3 | 17 | 12 | +5  | 13 |                        |     | 1–2 | 3–3 | —   | 4–0 | 1–0 |
| 4  | Hải Nam Vĩnh Yên Vĩnh Phúc | 8  | 1 | 1 | 6 | 8  | 36 | −28 | 4  |                        | 0–5 | 0–5 | 1–5 | —   | 2–1 |     |
| 5  | PVF                        | 8  | 0 | 1 | 7 | 7  | 20 | −13 | 1  |                        | 1–3 | 2–5 | 0–3 | 2–2 | —   |     |

| PVF                                   | 2–2      | Hải Nam Vĩnh Yên Vĩnh Phúc |
| ------------------------------------- | -------- | -------------------------- |
| - Phùng Quang Tú 29' - Lê Anh Đức 68' | Chi tiết | Đỗ Thành Đạt 14', 49'      |

| Viettel                                                      | 3–1      | Bình Định       |
| ------------------------------------------------------------ | -------- | --------------- |
| - Đặng Tuấn Phong 10' - Đỗ Văn Chí 26' - Nguyễn Hữu Tuấn 77' | Chi tiết | Đào Gia Việt 4' |

| Hải Nam Vĩnh Yên Vĩnh Phúc | 0–5      | Viettel                                                                   |
| -------------------------- | -------- | ------------------------------------------------------------------------- |
|                            | Chi tiết | - Khuất Văn Khang 44', 51', 63' - Nguyễn Hữu Tuấn 64' - Nguyễn Văn Tú 67' |

| Đắk Lắk                 | 1–0      | PVF |
| ----------------------- | -------- | --- |
| - Nguyễn Hoàng Bá Vĩ 4' | Chi tiết |     |

| PVF                                    | 2–5      | Bình Định                                                                                     |
| -------------------------------------- | -------- | --------------------------------------------------------------------------------------------- |
| - Đào Quang Anh 60' - Lê Ngọc Hưng 73' | Chi tiết | - Nguyễn Hải Chi Nguyện 5' - Nguyễn Phú Nhã 18' - Đinh Thành Luân 80' - Đào Gia Việt 85', 86' |

| Bình Định                                           | 3–0      | Đắk Lắk |
| --------------------------------------------------- | -------- | ------- |
| - Nguyễn Hải Chi Nguyện 59' - Đào Gia Việt 82', 85' | Chi tiết |         |

| Viettel                                   | 2–0      | PVF |
| ----------------------------------------- | -------- | --- |
| - Trịnh Minh Khôi 56' - Nguyễn Văn Tú 78' | Chi tiết |     |

| Đắk Lắk           | 1–2      | Viettel                                 |
| ----------------- | -------- | --------------------------------------- |
| Trần Đức Long 88' | Chi tiết | - Nguyễn Đình Đức 21' - Tạ Việt Sơn 27' |

| Hải Nam Vĩnh Yên Vĩnh Phúc | 1–5      | Đắk Lắk |
| -------------------------- | -------- | --- |
| Trần Đức Long 88'          | Chi tiết | - Ngô Hoàng Trung Anh 22' - Nguyễn Hoàng Bá Vĩ 43' - Trần Đức Long 52' - Hoàng Hữu 86' - Hoàng Xuân Phú 90+2' |

| Bình Định           | 1–4      | Viettel                                                           |
| ------------------- | -------- | ----------------------------------------------------------------- |
| Đinh Thành Luân 11' | Chi tiết | - Tạ Viết Sơn 4', 34' - Khuất Văn Khang 33' - Nguyễn Hữu Tuấn 64' |

| Hải Nam Vĩnh Yên Vĩnh Phúc | 0–5      | Bình Định                                                                                            |
| -------------------------- | -------- | --- |
|                            | Chi tiết | - Đào Gia Việt 13', 32' - Đinh Thanh Luân 30' - NNguyễn Hải Chi Nguyện 41' - Nguyễn Võ Minh Hiếu 76' |

| Viettel                                                     | 3–0      | Đắk Lắk |
| ----------------------------------------------------------- | -------- | ------- |
| - Khuất Văn Khang 26' - Hồ Văn An 31' - Trịnh Minh Khôi 40' | Chi tiết |         |

| Bình Định                                | 2–1      | PVF                 |
| ---------------------------------------- | -------- | ------------------- |
| - Nguyễn Phú Nhã 47' - Phan Ngọc Tín 86' | Chi tiết | Khúc Trung Hiếu 56' |

| Đắk Lắk                                                                     | 4–0      | Hải Nam Vĩnh Yên Vĩnh Phúc |
| --------------------------------------------------------------------------- | -------- | -------------------------- |
| - Trần Đức Long 65', 67' - Hoàng Xuân Phúc 71' - Huỳnh Vương Phúc Thịnh 80' | Chi tiết |                            |

| Bình Định                                                                          | 6–2      | Hải Nam Vĩnh Yên Vĩnh Phúc                |
| ---------------------------------------------------------------------------------- | -------- | ----------------------------------------- |
| - Đào Gia Việt 7', 76' - Đinh Thành Luân 40', 80', 89' - Nguyễn Hải Chi Nguyện 59' | Chi tiết | - Trần Như Hạnh 32' - Phan Quang Sang 35' |

| PVF | 0–3      | Đắk Lắk                                                               |
| --- | -------- | --------------------------------------------------------------------- |
|     | Chi tiết | - Huỳnh Vương Quốc Thịnh 5' - Hoàng Xuân Phú 32' - Đào Đình Huynh 38' |

| Đắk Lắk                                                         | 3–3      | Bình Định                                    |
| --------------------------------------------------------------- | -------- | -------------------------------------------- |
| - Đào Đình Huynh 49' - Nguyễn Duy Mạnh 60' - Hoàng Xuân Phú 78' | Chi tiết | - Đào Gia Việt 23' - Nguyễn Phú Nhã 54', 81' |

| PVF                    | 1–3      | Viettel                                                          |
| ---------------------- | -------- | ---------------------------------------------------------------- |
| Nguyễn Khánh Hoàng 80' | Chi tiết | - Trịnh Minh Khôi 5' - Phạm Văn Phong 58' - Nguyễn Thành Đạt 86' |

| Hải Nam Vĩnh Yên Vĩnh Phúc | 2–1      | PVF                |
| -------------------------- | -------- | ------------------ |
| Hoàng Văn Quyến 18', 33'   | Chi tiết | Nguyễn Gia Huy 20' |

| Viettel | 8–1      | Hải Nam Vĩnh Yên Vĩnh Phúc |
| --- | -------- | -------------------------- |
| - Hồ Văn An 4' - Hoàng Ngọc Thiện 12', 22', 29' - Phạm Văn Phong 25', 33' - Võ Bá Hải Dương 59' - Dương Văn Kiên 88' | Chi tiết | Phan Quang Sang 14'        |

### Bảng B
Các trận đấu diễn ra tại Trung tâm Văn hóa thông tin và thể thao huyện Thanh Trì, Hà Nội.
| VT | Đội                       | ST | T | H | B | BT | BB | HS  | Đ  | Giành quyền tham dự    |     | SNA | NTF | TTH | NDH |
| -- | ------------------------- | -- | - | - | - | -- | -- | --- | -- | ---------------------- | --- | --- | --- | --- | --- |
| 1  | Sông Lam Nghệ An          | 6  | 4 | 2 | 0 | 9  | 2  | +7  | 14 | Lọt vào vòng chung kết |     | —   | 1–1 | 4–1 | 2–0 |
| 2  | Học viện bóng đá Nutifood | 6  | 3 | 2 | 1 | 9  | 3  | +6  | 11 | Lọt vào vòng chung kết |     | 0–1 | —   | 2–1 | 2–0 |
| 3  | Thừa Thiên Huế            | 6  | 2 | 1 | 3 | 8  | 10 | −2  | 7  |                        |     | 0–0 | 0–4 | —   | 4–0 |
| 4  | Nam Định                  | 6  | 0 | 1 | 5 | 0  | 11 | −11 | 1  |                        | 0–1 | 0–0 | 0–2 | —   |     |

| Thừa Thiên Huế | 0–0      | Sông Lam Nghệ An |
| -------------- | -------- | ---------------- |
|                | Chi tiết |                  |

| Nam Định | 0–0      | Học viện bóng đá Nutifood |
| -------- | -------- | ------------------------- |
|          | Chi tiết |                           |

| Sông Lam Nghệ An | 1–1      | Học viện bóng đá Nutifood  |
| ---------------- | -------- | -------------------------- |
| Lê Văn Quý 2'    | Chi tiết | Nguyễn Thái Quốc Cường 87' |

| Thừa Thiên Huế                                                     | 4–0      | Nam Định |
| ------------------------------------------------------------------ | -------- | -------- |
| - Phan Nhật Hào 3' - Phan Văn Phúc 43' - Hoàng Quang Dũng 71', 77' | Chi tiết |          |

| Học viện bóng đá Nutifood                           | 2–1      | Thừa Thiên Huế    |
| --------------------------------------------------- | -------- | ----------------- |
| - Nguyễn Quốc Việt 11' - Dương Quang Trung Hiếu 67' | Chi tiết | Phan Nhật Hào 36' |

| Nam Định | 0–1      | Sông Lam Nghệ An |
| -------- | -------- | ---------------- |
|          | Chi tiết | Trần Nam Hải 65' |

| Học viện bóng đá Nutifood                           | 2–0      | Nam Định |
| --------------------------------------------------- | -------- | -------- |
| - Nguyễn Quốc Việt 31' - Nguyễn Thái Quốc Cường 88' | Chi tiết |          |

| Sông Lam Nghệ An                                                             | 4–1      | Thừa Thiên Huế  |
| ---------------------------------------------------------------------------- | -------- | --------------- |
| - Phạm Duy Hào 28' - Đào Ngọc Tú 45+1' - Nguyễn Văn Sơn 68' - Lê Văn Quý 86' | Chi tiết | Hồ Nhật Rin 49' |

| Nam Định | 0–2      | Thừa Thiên Huế                           |
| -------- | -------- | ---------------------------------------- |
|          | Chi tiết | - Hồ Nhật Rin 26' - Nguyễn Đình Bình 55' |

| Học viện bóng đá Nutifood | 0–1      | Sông Lam Nghệ An |
| ------------------------- | -------- | ---------------- |
|                           | Chi tiết | Phan Duy Hào 12' |

| Sông Lam Nghệ An                         | 2–0      | Nam Định |
| ---------------------------------------- | -------- | -------- |
| - Nguyễn Công Huy 85' - Hồ Văn Cường 88' | Chi tiết |          |

| Thừa Thiên Huế | 0–4      | Học viện bóng đá Nutifood                                                        |
| -------------- | -------- | -------------------------------------------------------------------------------- |
|                | Chi tiết | - Nguyễn Đình Đới 9' (l.n.) - Nguyễn Quốc Việt 20', 45+1' - Nguyễn Trọng Bảo 90' |

### Bảng C
Các trận đấu diễn ra tại Trung tâm đào tạo bóng đá trẻ Việt Nam, Hà Nội.

| VT | Đội               | ST | T | H | B | BT | BB | HS  | Đ  | Giành quyền tham dự    |   | HAG | HAN | KHA | CAN | LDG |
| -- | ----------------- | -- | - | - | - | -- | -- | --- | -- | ---------------------- | - | --- | --- | --- | --- | --- |
| 1  | Hoàng Anh Gia Lai | 8  | 7 | 1 | 0 | 25 | 2  | +23 | 22 | Lọt vào vòng chung kết |   | —   | –   | –   | –   | –   |
| 2  | Hà Nội            | 8  | 5 | 2 | 1 | 31 | 9  | +22 | 17 | Lọt vào vòng chung kết |   | –   | —   | –   | –   | –   |
| 3  | Khánh Hòa         | 8  | 2 | 2 | 4 | 11 | 14 | −3  | 8  |                        |   | –   | –   | —   | –   | –   |
| 4  | Công an Nhân dân  | 8  | 2 | 2 | 4 | 11 | 19 | −8  | 8  |                        | – | –   | –   | —   | –   |     |
| 5  | Lâm Đồng          | 8  | 0 | 1 | 7 | 1  | 35 | −34 | 1  |                        | – | –   | –   | –   | —   |     |

### Bảng D
Các trận đấu diễn ra tại Trung tâm đào tạo bóng đá trẻ PVF, tỉnh Hưng Yên.

| VT | Đội              | ST | T | H | B | BT | BB | HS | Đ  | Giành quyền tham dự    |   | DTH | PHF | QNA | SDN |
| -- | ---------------- | -- | - | - | - | -- | -- | -- | -- | ---------------------- | - | --- | --- | --- | --- |
| 1  | Đông Á Thanh Hóa | 6  | 4 | 0 | 2 | 10 | 7  | +3 | 12 | Lọt vào vòng chung kết |   | —   | –   | –   | –   |
| 2  | Phố Hiến (H)     | 6  | 3 | 0 | 3 | 5  | 4  | +1 | 9  | Lọt vào vòng chung kết |   | –   | —   | –   | –   |
| 3  | Quảng Nam        | 6  | 2 | 1 | 3 | 4  | 7  | −3 | 7  |                        |   | –   | –   | —   | –   |
| 4  | SHB Đà Nẵng      | 6  | 2 | 1 | 3 | 7  | 8  | −1 | 7  |                        | – | –   | –   | —   |     |

1. 1 2  Điểm đối đầu: Quảng Nam 4, Đà Nẵng 1.

### Bảng E
Các trận đấu diễn ra tại Thành phố Hồ Chí Minh.

| VT | Đội                       | ST | T | H | B | BT | BB | HS  | Đ  | Giành quyền tham dự    |   | BFC | LAN | TNF | HCM | TGF |
| -- | ------------------------- | -- | - | - | - | -- | -- | --- | -- | ---------------------- | - | --- | --- | --- | --- | --- |
| 1  | Becamex Bình Dương        | 8  | 6 | 2 | 0 | 26 | 6  | +20 | 20 | Lọt vào vòng chung kết |   | —   | –   | –   | –   | –   |
| 2  | Long An                   | 8  | 5 | 1 | 2 | 20 | 9  | +11 | 16 | Lọt vào vòng chung kết |   | –   | —   | –   | –   | –   |
| 3  | Tây Ninh                  | 8  | 5 | 1 | 2 | 14 | 8  | +6  | 16 |                        |   | –   | –   | —   | –   | –   |
| 4  | Thành phố Hồ Chí Minh (H) | 8  | 1 | 0 | 7 | 6  | 30 | −24 | 3  |                        | – | –   | –   | —   | –   |     |
| 5  | Tiền Giang                | 8  | 1 | 0 | 7 | 5  | 18 | −13 | 3  |                        | – | –   | –   | –   | —   |     |

1. 1 2  Điểm đối đầu: TP. Hồ Chí Minh 3, Tiền Giang 3; Hiệu số bàn thắng đối đầu: TP. Hồ Chí Minh +1 (3 bàn thắng, 2 bàn thua), Tiền Giang -1.

### Bảng F
- Các trận đấu diễn ra tại Trung tâm Huấn luyện và thi đấu thể dục thể thao tỉnh Bình Phước.
- Với việc Phú Thọ rút lui ở bảng B và Phú Yên rút lui ở bảng D, hai bảng đấu này chỉ còn lại bốn đội. Vì vậy, đội xếp thứ nhì của bảng F gồm 6 đội sẽ giành quyền vào vòng chung kết mà không cần phải xét thành tích với đội nhì bảng của năm bảng còn lại.[20]

| VT | Đội            | ST | T | H | B | BT | BB | HS  | Đ  | Giành quyền tham dự    |   | DTP | SGN | BPF | DNI | CFC | AGG |
| -- | -------------- | -- | - | - | - | -- | -- | --- | -- | ---------------------- | - | --- | --- | --- | --- | --- | --- |
| 1  | Đồng Tháp      | 10 | 8 | 1 | 1 | 21 | 3  | +18 | 25 | Lọt vào vòng chung kết |   | —   | –   | –   | –   | –   | –   |
| 2  | Sài Gòn        | 10 | 8 | 1 | 1 | 21 | 11 | +10 | 25 | Lọt vào vòng chung kết |   | –   | —   | –   | –   | –   | –   |
| 3  | Bình Phước (H) | 10 | 4 | 3 | 3 | 10 | 7  | +3  | 15 |                        |   | –   | –   | —   | –   | –   | –   |
| 4  | Đồng Nai       | 10 | 2 | 2 | 6 | 8  | 20 | −12 | 8  |                        | – | –   | –   | —   | –   | –   |     |
| 5  | Cần Thơ        | 10 | 2 | 1 | 7 | 8  | 14 | −6  | 7  |                        | – | –   | –   | –   | —   | –   |     |
| 6  | An Giang       | 10 | 1 | 2 | 7 | 8  | 21 | −13 | 5  |                        | – | –   | –   | –   | –   | —   |     |

## Cầu thủ ghi bàn
Đã có 366 bàn thắng ghi được trong 114 trận đấu, trung bình 3.21 bàn thắng mỗi trận đấu.

## Các đội vượt qua vòng loại
Dưới đây là các đội đã vượt qua vòng loại để thi đấu tại vòng chung kết Giải bóng đá Vô địch U-19 Quốc gia 2022.

| Câu lạc bộ                | Tư cách vượt qua vòng loại | Ngày vượt qua vòng loại |
| ------------------------- | -------------------------- | ----------------------- |
| Phố Hiến                  | Chủ nhà/Nhì bảng D         |                         |
| Viettel                   | Nhất bảng A                | 2 tháng 3 năm 2022      |
| Đồng Tháp                 | Nhất bảng F                | 8 tháng 3 năm 2022      |
| Sài Gòn                   | Nhì bảng F                 | 8 tháng 3 năm 2022      |
| Bình Định                 | Nhì bảng A                 | 10 tháng 3 năm 2022     |
| Sông Lam Nghệ An          | Nhất bảng B                | 13 tháng 3 năm 2022     |
| Học viện bóng đá Nutifood | Nhì bảng B                 | 15 tháng 3 năm 2022     |
| Becamex Bình Dương        | Nhất bảng E                | 16 tháng 3 năm 2022     |
| Long An                   | Nhì bảng E                 | 16 tháng 3 năm 2022     |
| Hoàng Anh Gia Lai         | Nhất bảng C                | 17 tháng 3 năm 2022     |
| Hà Nội                    | Nhì bảng C                 | 17 tháng 3 năm 2022     |
| Đông Á Thanh Hóa          | Nhất bảng D                | 17 tháng 3 năm 2022     |